# Scirtes calmi
Scirtes calmi es una especie de coleóptero de la familia Scirtidae.

## Distribución geográfica
Habita en el oeste de Australia.